# Нурхан Изаири
Нурхан Изаири (на македонска литературна норма: Нурхан Изаири) е архитект и политик от Северна Македония от албански произход.

## Биография
Роден е на 19 ноември 1961 г. в град Тетово. Понастоящем живее в село Долно Палчище. През 1980 г. завършва средно училище „Кирил Пейчинович“ в Тетово. През 1980 г. завършва Факултета по архитектура към Прищинския университет. От 2004 е магистър по градски екологичен мениджмънт, а от 2013 г. е докторант по архитектура и урбанизъм в Сараевския университет.
От 1989 до 1990 г. е проектант в архитектурно бюро Grava S A – BIL-BIENE в Швейцария, а след това до 1993 г. – в архитектурно бюро RITZ HANS. През 1993 г. основава проектантско бюро Atelie 2 в Тетово.